# Воронков, Дмитрий Сергеевич
Дмитрий Сергеевич Воронков (род. 10 сентября 2000, Ангарск, Иркутская область) — российский хоккеист, нападающий клуба НХЛ «Коламбус Блю Джекетс» и сборной России. 
Серебряный призёр чемпионата мира среди молодёжных команд (2020), серебряный призер чемпионата России (2020, 2023), бронзовый призер чемпионата России (2021), серебряный призер олимпийских игр (2022). Мастер спорта России (2021). Заслуженный мастер спорта России (2022). Мастер спорта России международного класса (2023).

## Биография

### Клубная
Начинал карьеру в «Ермаке» Ангарск (2009—2018). Уже в 15 лет дебютировал в ЮХЛ и сразу стал одним из лучших бомбардиров и снайперов юниорской команды «Ермака», его игру отличало умение и желание идти в силовую борьбу, использовать свои габариты. Дебютировал в ВХЛ в 17 лет, где в сезоне 2017/18 провел 14 матчей и не набрал ни одного очка.
С 2018 года — в системе казанского «Ак Барса». Провёл три матча (1+1) в сезоне 2018/19 МХЛ за «Ирбис», 50 матчей в ВХЛ за «Барс». 15 февраля 2019 дебютировал в КХЛ — в гостевом матче против «Автомобилиста» (3:0). На Драфте НХЛ 2019 был выбран клубом «Коламбус Блю Джекетс» под общим 114-м номером.
4 мая 2023 года подписал двухлетний контракт новичка с клубом НХЛ «Коламбус Блю Джекетс». 30 октября 2023 года забросил свою первую шайбу в НХЛ.
27 ноября 2023 года впервые в истории НХЛ сразу 4 российских хоккеиста забросили шайбы за один клуб в одном матче. В игре «Коламбус Блю Джекетс» — «Бостон Брюинз» (5:2) по шайбе в составе хозяев забросили Дмитрий Воронков, Иван Проворов, Егор Чинахов и Кирилл Марченко.

### В сборной
Серебряный призёр молодёжного чемпионата мира 2020. После полуфинала Воронков, Замула и Денисенко были признаны лучшими игроками сборной России на турнире.
В 2021 году в составе сборной России принимал участие на чемпионате мира, где в 8 матчах набрал 6 (2+4) очков при показателе полезности +9.

## Статистика
| Легенда | Легенда                    | Легенда | Легенда                   | Легенда | Легенда    |
| ------- | -------------------------- | ------- | ------------------------- | ------- | ---------- |
| И       | Количество проведённых игр | Штр     | Штрафное время            | +/−     | Плюс-минус |
| Г       | Голы                       | П       | Голевые передачи          | О       | Очки       |
| -       | Статистика неизвестна      | —       | Статистика не учитывалась |         |            |

## Достижения

### Клубные
- Серебряный призёр Кубка Гагарина: 2023

### В сборной России
- Серебряный призёр молодёжного чемпионата мира: 2020
- Серебряный призёр зимних Олимпийских игр: 2022

## Награды
- Медаль ордена «За заслуги перед Отечеством» I степени (2022) — за высокие спортивные достижения, волю к победе, стойкость и целеустремлённость, проявленные на XXIIV Олимпийских зимних играх 2022 года в городе Пекине (Китайская Народная Республика)[8].
- Медаль ордена «За заслуги перед Республикой Татарстан» (2022) — за достижение высоких спортивных результатов на XXIV Олимпийских зимних играх 2022 года в городе Пекине (КНР)[9].